# Planigale gilesi
El ratón marsupial de Giles (Planigale gilesi) es una minúscula especie de marsupial carnívoro de la familia de los Dasyuridae. Se diferencia del resto de Planigale en su coloración gris y sus dos dientes premolares en cada maxilar (las otras especies tienen tres). 

## Hábitat
El ratón marsupial de Giles se encuentra en las áreas áridas del interior de Australia, desde el Lago Eyre (Australia meridional hasta Moree (Nueva Gales del Sur, y desde Mildura (Victoria) hasta el suroeste del Territorio del Norte. 
A menudo se encuentran en zonas con suelos de arcilla agrietados, incluidas las llanuras aluviales y zonas de interdunas. Las grietas proporcionan refugio cuando las condiciones meteorológicas son adversas.